# Калининский сельский округ (Краснодар)
Калининский сельский округ — административно-территориальная единица в составе Прикубанского внутригородского округа города Краснодара Краснодарского края. В рамках муниципального устройства относится к муниципальному образованию город Краснодар.
Административный центр — город Краснодар (микрорайон Калинино).
Сельский округ расположен к северу от центра города Краснодара и назван по бывшему посёлку городского типа (в 1958-2004 годах) Калинино, включённому в городскую черту в 2004 году.

## Население
| 2010   |
| ------ |
| 11 461 |

## Населённые пункты
В состав сельского округа входят 8 населённых пунктов.
| № | Населённый пункт | Тип населённого пункта | Население |
| - | ---------------- | ---------------------- | --------- |
| 1 | Дружелюбный      | посёлок                | ↗380      |
| 2 | Индустриальный   | посёлок                | ↘3963     |
| 3 | Краснодарский    | посёлок                | ↘681      |
| 4 | Лазурный         | посёлок                | ↗6006     |
| 5 | Октябрьский      | хутор                  | ↗666      |
| 6 | Плодородный      | посёлок                | ↗1079     |
| 7 | Победитель       | посёлок                | ↗409      |
| 8 | Российский       | посёлок                | ↗6860     |

## История
В 1920 году образован Калининский сельский Совет рабочих, крестьянских, красноармейский и казачьих депутатов, с 1939 года — Калининский сельский Совет депутатов трудящихся Краснодара (в составе сперва Пашковского района (в 1940—1953 годах), с 1953 года — Новотитаровского района), с 1958 года — Калининский поселковый Совет депутатов трудящихся в подчинении Краснодарскому горсовету, с октября 1977 года — Калининский поселковый Совет народных депутатов в подчинении Краснодарскому горсовету. В октябре 1993 года Калининский поселковый совет был упразднён в пользу сельского округа.